# كايتا (هيروشيما)
كايتا هي مدينة تقع في قضاء أكي في محافظة هيروشيما، اليابان. تبلغ مساحة هذه المدينة 13.81 (كم²)، ويبلغ عدد سكانها 29,904 نسمة حسب إحصاء سنة 2003 م.